# Paulhenc
Paulhenc – miejscowość i gmina we Francji, w regionie Owernia-Rodan-Alpy, w departamencie Cantal. W 2013 roku populacja gminy wynosiła 250 mieszkańców. Przez gminę przepływa rzeka Truyère. 